# Roerei

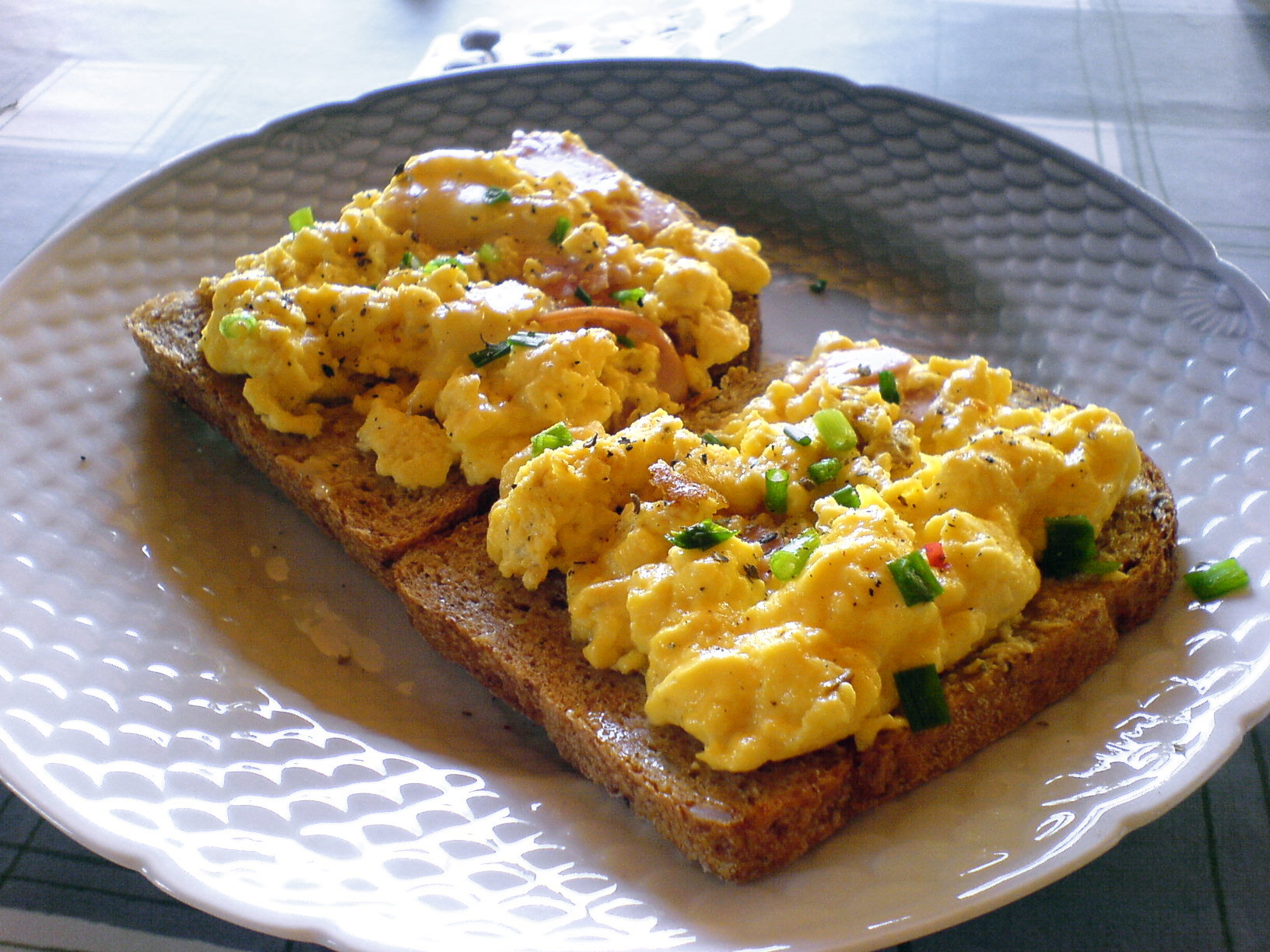
Roerei op brood

Een roerei (ook bekend als roerbakei, in het Engels als scrambled eggs en in het Frans als œufs brouillés) is een gerecht dat wordt gemaakt door eierstruif te bakken in een koekenpan en tijdens dit bakken door elkaar te husselen. Hierdoor stolt het ei niet als een egaal geheel, maar in stukjes.
Voor het bakken worden rauwe eieren tot eierstruif geklutst door het eiwit en eigeel met elkaar te vermengen. Aan dit mengsel kan boter of olie, (zure) room, zout, peper en kruiden naar smaak worden toegevoegd. Wanneer dit mengsel in de koekenpan bijna is gestold, kunnen extra ingrediënten als ham, kaas of zalm worden toegevoegd. De eieren moeten nog enigszins vloeibaar zijn als de pan van het vuur wordt gehaald, daar de eieren altijd nog even door zullen stollen. 
Roerei kan ook worden gemaakt au bain-marie of in een magnetron. Bij die tweede wordt het eimengsel steeds korte tijd in de magnetron geplaatst en tussendoor geroerd. 
In de klassieke haute cuisine dienen roereieren te worden geserveerd in een diepe, zilveren schaal. Ze kunnen ook worden geserveerd in kleine croustades gemaakt van een uitgeholde brioche. 